# Gárdony

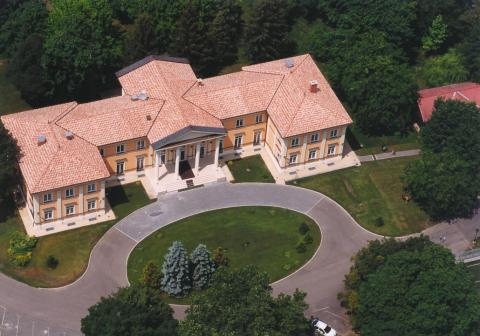
Castillo "Nádasdy"

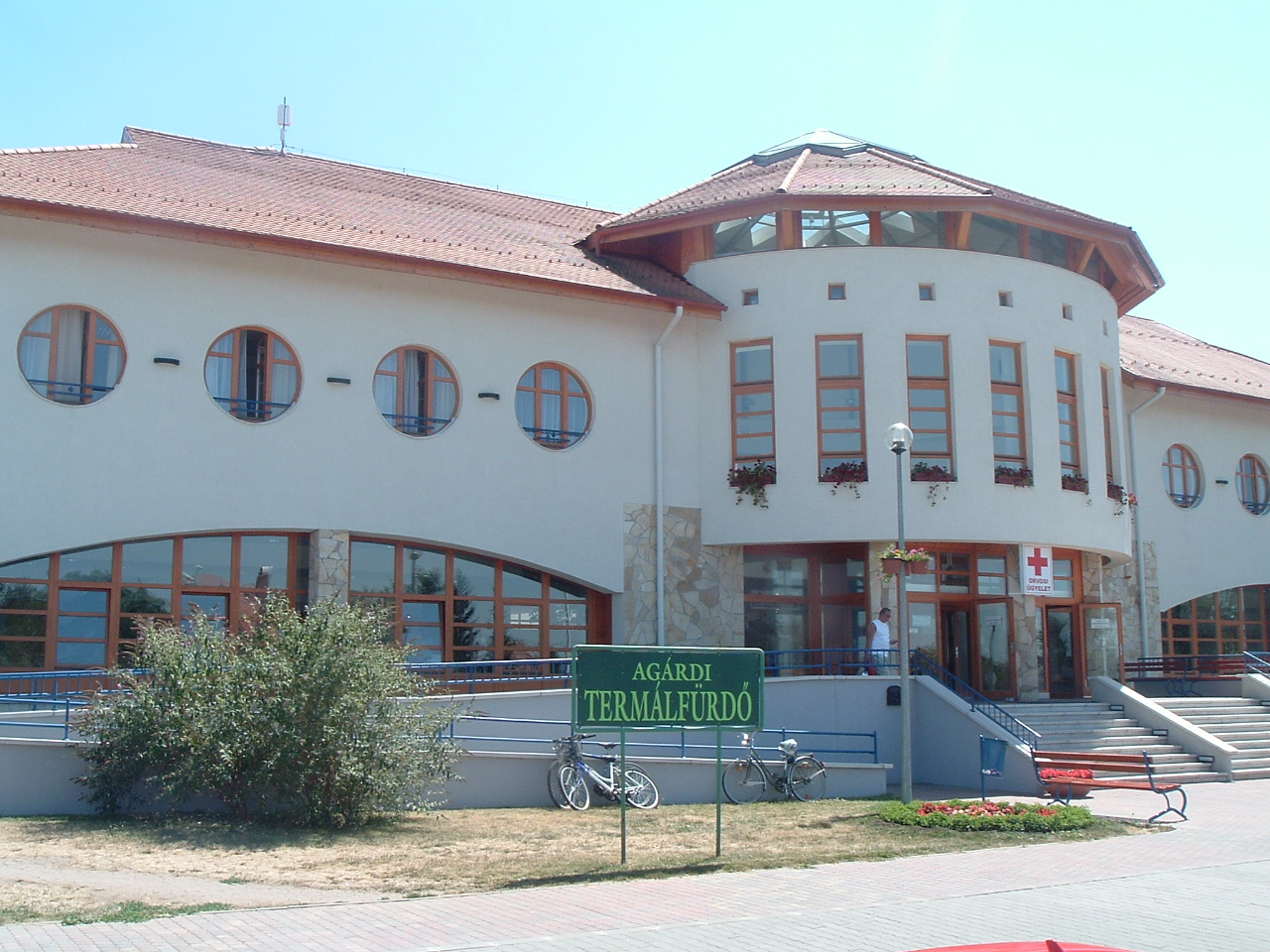
Baño termal de Gárdony

Gárdony es una ciudad del condado de Fejér, Hungría.
Esta ciudad se encuentra al lado del lago de Velence y es un destino popular del verano. La ciudad se divide en tres partes: Gárdony, Agárd y Dinnyés y se encuentran en la orilla sur del lago. El Gadony nombre se cree que se originó en el año 1200 temprano. Hay por lo menos uno saber por escrito que data de 1260 que se refiere Gardun. Rey de Zsigmond (1387-1437) en este momento vive la gente todavía.
El 31 de marzo de 1989 Gárdony cambiado su estatus de pueblo en pueblo.
En el verano miles de turistas visitan el lago. De hecho, varios nuevos resorts han abierto recientemente en la orilla del lago. El lago es conocido como un destino ideal para traer a la familia. Los turistas, que gustan de practicar deportes acuáticos como canotaje, natación, vela y pesca disfrutar del lago. En la orilla, hay instalaciones para voleibol, baloncesto, tenis y fútbol. Además, hay entretenimiento en vivo programados durante los meses de verano.
Géza Gardonyi nació en Gárdony. Nació en Agárdpuszta y una estatua de él se encuentra el centro del parque de Agárd. Agárd tiene una iglesia reformada, la capilla de Santa Ana, que es una iglesia católica de Dinnyés y fue construido en estilo barroco. Budapest, la capital de Hungría es sólo cincuenta y cinco kilómetros de Gárdony.
- Datos: Q642031
- Multimedia: Gárdony / Q642031